# Roodbaard-bromvlieg
De roodbaard-bromvlieg (Calliphora vomitoria) is een bromvlieg die over vrijwel de hele wereld voorkomt. De wetenschappelijke naam van de soort werd als Musca vomitoria in 1758 gepubliceerd door Carl Linnaeus. Het is de typesoort van het geslacht Calliphora.

## Kenmerken
De roodbaard-bromvlieg wordt 10 tot 14 mm lang, iets groter dan de huisvlieg (Musca domestica). De kop en het borststuk zijn grijs, het abdomen heeft een metaalachtige glans en blauwe kleur, met zwarte vlekken. De ogen zijn rood, en de vleugels zijn doorzichtig. De poten zijn zwart, de antennes roze. Op de borst is de vlieg paars. Hier zitten stekels die voornamelijk dienen ter verdediging tegen andere vliegen. Kop, borststuk, abdomen en poten zijn bedekt met haartjes.

## Leefwijze
De roodbaard-bromvlieg leeft in losse groepen. Wanneer een dier voedsel vindt scheidt het een feromoon uit dat de andere dieren waarschuwt. Net als andere bromvliegen eet de blauwe bromvlieg vooral rottend vlees, afval en faeces. De roodbaard-bromvlieg kan bij planten met een sterke geur, zoals guldenroede (Solidago), helpen bij de bestuiving.

## Voortplanting en ontwikkeling
Het vrouwtje legt haar eitjes in het voedsel. Uit de eitjes komen bleek-witte larven, die zich onmiddellijk beginnen te voeden met het voedsel waarin ze geboren werden. Na een paar dagen zijn de larven volgroeid. Ze graven zich dan in de bodem of bodembedekking in om te verpoppen. De poppen zijn hard en bruin. Na twee of drie weken komen de volwassen vliegen uit de pop, waarna ze direct kunnen paren, zodat een nieuwe levenscyclus kan beginnen. De vrouwtjes kunnen gedurende hun leven honderden eitjes leggen.
In de winter of tijdens andere perioden van koude kunnen de volwassen dieren en poppen in winterslaap gaan totdat het warmer wordt.

## Verspreiding en leefgebied
Deze soort komt algemeen voor op het noordelijk halfrond, vooral op het platteland.